# Copenhagen Malmö Port
Copenhagen Malmö Port AB (CMP) driver havnene i Danmarks hovedstad København og i Sveriges tredjestørste by Malmö. Den ligger i Øresundsregionen, som befolkningsmæssigt er det største byområde i Norden. Øresund er sundet mellem Sverige og Danmark. De fleste skibe, der er på vej mellem Østersøen og Nordsøen/Atlanten passerer herigennem. Det gør Øresund til et af verdens mest trafikerede stræder.
CMP er en af Skandinaviens største havneoperatører, som i 2018 håndterede mere end 15,1 millioner ton gods. Aktiviteterne omfatter RoRo- og containertrafik, krydstogter, kombitrafik via jernbane samt olie- og tørlastterminaler. CMP tager imod skibe af alle størrelser og håndterer alle typer af gods, bl.a. forbrugsvarer, korn, transitolie, brændstof til køretøjer, biler, metalskrot og byggematerialer. I rollen som havneoperatør losser, laster og oplagrer CMP gods, men arbejder også med forskellige logistiktjenester pr. landevej og jernbane.
Hvert år modtager havnene i København og Malmö omkring 4.500 skibe. CMP er Nordens største bilhavn, som i 2018 håndterede omkring 303.000 biler. København er i dag en af Europas største krydstogtdestinationer, som i 2018 tog imod omkring 953.000 passagerer fra 150 forskellige lande. Man har oplevet kraftig vækst inden for krydstogter. På 10 år er antallet af passagerer steget fra 620.000 til de nuværende 953.000. Både København og CMP har i de senere år modtaget flere priser for deres krydstogtaktiviteter, f.eks. "Europe's Leading Crusie Port" og "Best Turnaround Port Operations".
I både København og Malmö driver man også færge- og passagertrafik. Den største rute er København-Oslo og den anden færgerute går mellem Malmö og Travemünde i Tyskland. I løbet af 2018 var passagertallet omkring 879.000.

## Baggrund, historik
CMP er et fællesnordisk selskab med to hjemlande – Sverige og Danmark. Selskabet ejes af Udviklingsselskabet By og Havn I/S (50 %), Malmö kommune (27 %) og private investorer (23 %). CMP blev dannet ved en sammenlægning af Københavns Havn og Malmö Hamn – to virksomheder med en havne- og søfartshistorie, der strækker sig tilbage til middelalderen. Sammenlægningen skete i 2001, da den 16 kilometer lange Øresundsbroen mellem København og Malmö blev færdig, og integrationsarbejdet i Øresundsregionen tog fart.

## Regionalt knudepunkt
Den centrale placering i Øresundsregionen betyder, at CMP i flere sammenhænge fungerer som et knudepunkt for gods, der videredistribueres til Baltikum, Rusland og andre dele af Nordeuropa. Desuden er CMP knudepunkt for mellemoplagring af råolie i handelen mellem Rusland og blandt andet Australien og USA.
Knudepunkterne i Øresundsregionen er København og Malmö. Regionen har i alt cirka fire millioner forbrugere. CMP ligger desuden på tærsklen til Østersøregionen med omkring 100 millioner forbrugere. Østersøen er en af de ældste og mest trafikerede handelsruter og tegner sig for omkring 15 procent af verdens transporter ad søvejen.
2016 begyndte arbejdet på et nyt krydstogtsterminal i Visby, som åbnede i april 2018.

## Investeringer
Mellem 2010 og 2014 blev opkrævet omkring 2,5 milliarder kroner på nye logistik- og infrastrukturløsninger i København og Malmö. Der investeres i gods- og passagerterminaler, kajanlæg samt maskiner, kraner og anden infrastruktur.
Det største projekt er Norra Hamnen i Malmö, som blev indviet i efteråret 2011. Man har opført tre terminaler, som femdobler CMP's godskapacitet. Udvidelsen er et af de største infrastrukturprojekter i Malmö nogensinde og dækker 250.000 kvadratmeter. I næste fase etablerer Malmö kommune og CMP sammen med Malmö Industrial Park et nyt industriområde, hvor virksomheder inden for bl.a. produktion, forædling og logistiktjenester kan etablere sig. Området ventes at være fuldt udbygget i midten af 2020'erne og vil så dække 900.000 kvadratmeter.
Et andet stort projekt er den nye krydstogtkaj i København, der blev indviet i maj 2014. Kajen er 1.100 meter lang og har tre terminalbygninger. Dermed kan CMP tage imod tre krydstogtskibe samtidig og håndtere op til 500 skibsanløb om året. 
Sammen med Københavns kommune og Malmö kommune investerer man i tilkørselsveje og i anden infrastruktur i tilslutning til havnene. I Malmö – som er det største jernbaneknudepunkt i det sydlige Sverige – planlægger man desuden flere investeringer i jernbanetrafikken for at udbygge kapaciteten endnu mere.

## Core Port i EU
I EU arbejder man på at skabe mere effektive og mere ensartede transportkorridorer til gods- og persontransporter. Det foregår via satsningen Trans-European Transport Network (TEN-T), der skal være færdig i 2030. Som en del af TEN-T er 83 af Unionens godt 1.200 havne udpeget som Core Ports. Der er tale om havne, der som følge af deres geografiske placering og moderne infrastruktur har størst betydning for udviklingen af de nye transportkorridorer.
I 2011 blev CMP's anlæg i både København og Malmö udpeget til Core Ports. Det betyder, at CMP har lettere ved at få offentlig støtte til investeringer og udviklingsprojekter, f.eks. til jernbane- og vejforbindelser i tilknytning til havnene eller andre infrastruktursatsninger, der er nødvendige, når mere gods skal håndteres på selskabets anlæg i fremtiden.

## Ekstern henvisning
- Copenhagen Malmö Port